# フソバクテリウム属
フソバクテリウム属(Fusobacterium)は、バクテロイデス属と似た嫌気性のグラム陰性菌である。個々の細胞は棒状の桿菌で、端は尖っている。歯周病やレミエール症候群、局所的な皮膚潰瘍等の人間の病気に関わっている。古い文献では、ヒトの中咽頭の常在菌とされているが、現在は常に病原菌として扱われている。2011年、この菌が大腸癌の細胞で繁殖していることが発見され、また潰瘍性大腸炎ともしばしば関連付けられているが、この菌が実際にこれらの病気の発症と関わっているのか、あるいは単にこれらの病気が作る環境で繁殖するだけなのかは分かっていない。
バクテロイデス属と比べ、フソバクテリウム属は長いリポ多糖を持つ。
クリンダマイシンは、フソバクテリウム属に対して最も効果のある抗生物質である。クロラムフェニコール、カルベニシリン、セフォペラゾンもほぼ同程度の効果を持ち、次いでセファマンドールも効果がある。